# Hugo Heller

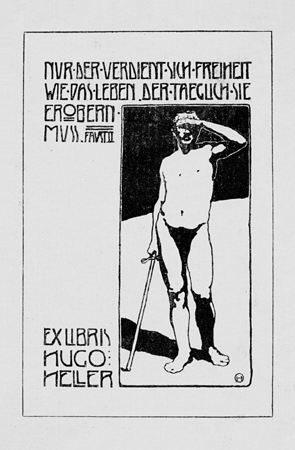
Hermine Heller-Ostersetzer: Exlibris Hugo Heller (vor 1903)
[Das ist der Weisheit letzter Schluss:]
Nur der verdient sich Freiheit wie das Leben,
Der täglich sie erobern muss

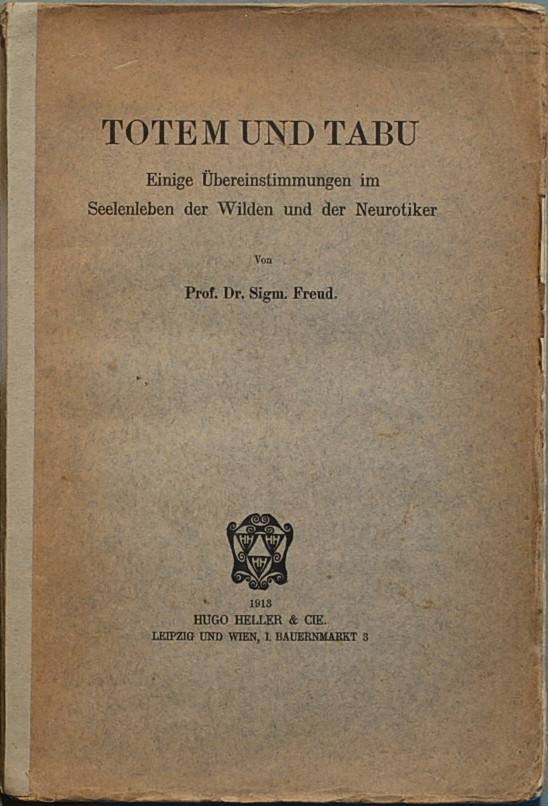
Sigmund Freud: Totem und Tabu, 1913

Hugo Heller (geboren am 8. Mai 1870 in Székesfehérvár (Alba), Österreich-Ungarn; gestorben am 29. November 1923 in Wien) war ein Wiener Buchhändler, Journalist, Verleger und Inhaber einer Konzertdirektion, der zum engeren Kreis um Sigmund Freud gehörte.

## Leben
Hugo Heller brach den Besuch des Gymnasiums Wasagasse ab und machte eine Buchhändlerlehre in der Schönfeldschen Buchhandlung in Wien. Nach der Lehre zog er nach Stuttgart, arbeitete in der Buchhandlung Otto Gerschel und traf auf Karl Kautsky, August Bebel und weitere führende Sozialdemokraten. 1898 kehrte er nach Wien zurück und arbeitete in der Wiener Volksbuchhandlung von Ignaz Brand. Um 1899 konvertierte er vom Judentum zum Protestantismus. Im Jahr 1900 war er Delegierter des Parteibezirks Wieden beim Grazer Parteitag der Sozialdemokratischen Arbeiterpartei. Er engagierte sich in der Gewerkschaftspolitik, der Bildungspolitik und trat auch den Freimaurern bei. 1899 gab er im Verlag der Volksbuchhandlung das Österreichische Proletarier-Liederbuch mit Liedern für das arbeitende Volk heraus.
Ab 1902 arbeitete Heller für zwei Jahre in Berlin, wurde Sekretär der sozialdemokratischen Zeitung Neue Zeit und war Feuilletonredakteur der Schwäbischen Tagwacht. Er kehrte 1904 nach Wien zurück und machte sich mit der Hellerschen Buchhandlung selbständig, später Hugo Heller & Cie, am Bauernmarkt 3. Zunächst war die Buchhandlung eine Auslieferungsstelle des Callwey Verlags für dessen Zeitschrift Der Kunstwart. Durch die Verbindung zum Dürerbund konnte Hellers Buchhandlung sich ab 1907 Wiener Dürerhaus nennen. Zwischen 1906 und 1913 gab Heller die „Neuen Blätter für Literatur und Kunst“ heraus. Er war Verleger von Autoren wie Egon Friedell, Alfred Polgar, Rosa Mayreder, Bertha von Suttner, ab 1905 auch des Frühwerks von Sigmund Freud.
In den Geschäftsräumen veranstaltete Heller Lesungen mit Rainer Maria Rilke, Hermann Hesse, Hugo von Hofmannsthal, Jakob Wassermann, Stefan Zweig, Thomas Mann und anderen. Sigmund Freud hielt in der Buchhandlung 1907 den Vortrag Der Dichter und das Phantasieren, wahrscheinlich den einzigen, den er jemals vor einem Laienpublikum gehalten hat. Heller organisierte 1910 in der Buchhandlung die erste Ausstellung von Bildern und Zeichnungen Arnold Schönbergs, darunter Schönbergs Porträt Hugo Heller, zwei Tage nach der Vernissage musizierten das Rosé-Quartett und Marie Gutheil-Schoder vor 80 geladenen Gästen, dem Kritiker vom Illustrirten Wiener Extrablatt verging Hören und Sehen. Karten für eine Lesung Arthur Schnitzlers Stück Professor Bernhardi wurden in Hellers Buchhandlung verkauft, 1913 bemühte sich Heller, das in Österreich von der Zensur verbotene Stück seines Freundes in einer Privatveranstaltung in Preßburg zur Aufführung bringen zu lassen. 1921 wurde das Schaufenster der Buchhandlung eingeschlagen, weil dort ein Exemplar des umstrittenen Bühnenwerks Reigen ausgelegt war.
Mit Beginn der Konzertsaison 1914/15 nahm die Konzertdirektion Hugo Heller ihre Tätigkeit auf, die im Laufe der nächsten zehn Jahre allein im Wiener Konzerthaus über 800 Veranstaltungen organisierte, mit Künstlern wie Adolf Busch, Fritz Busch, Gaspar Cassadó, Ernst von Dohnányi, Hans Duhan, Edwin Fischer, Paul Grümmer, Marie Gutheil-Schoder, Georg Maikl, Oskar Nedbal, Elly Ney, Hans Pfitzner, dem Rosé-Quartett, Bruno Walter, Felix Weingartner und Alexander Zemlinsky.
Heller wurde Ende 1902 in die Psychologische Mittwoch-Gesellschaft des Arztes Sigmund Freud eingeladen. In der Mittwoch-Gesellschaft war Heller eines der ältesten Mitglieder, 1909 hielt er seinen ersten Vortrag Zur Geschichte des Teufels. 1913 wurde er in den Vorstand der Wiener Psychoanalytischen Vereinigung kooptiert. Er nahm 1908 am 1. Internationalen Psychoanalytischen Kongress in Salzburg teil und war auch in München (1913) und Budapest (1918) unter den Teilnehmern. Heller verlegte unter anderem 1907 Freuds Schrift Der Wahn und die Träume in W. Jensens "Gradiva", 1913 Totem und Tabu, 1916 die Vorlesungen zur Einführung in die Psychoanalyse. Auf Freuds Bitte wurde er der Verleger der psychoanalytischen Periodica Imago ab Januar 1912 und ab 1913 der Internationalen Zeitschrift für ärztliche Psychoanalyse, später unter dem Namen Internationale Zeitschrift für Psychoanalyse.

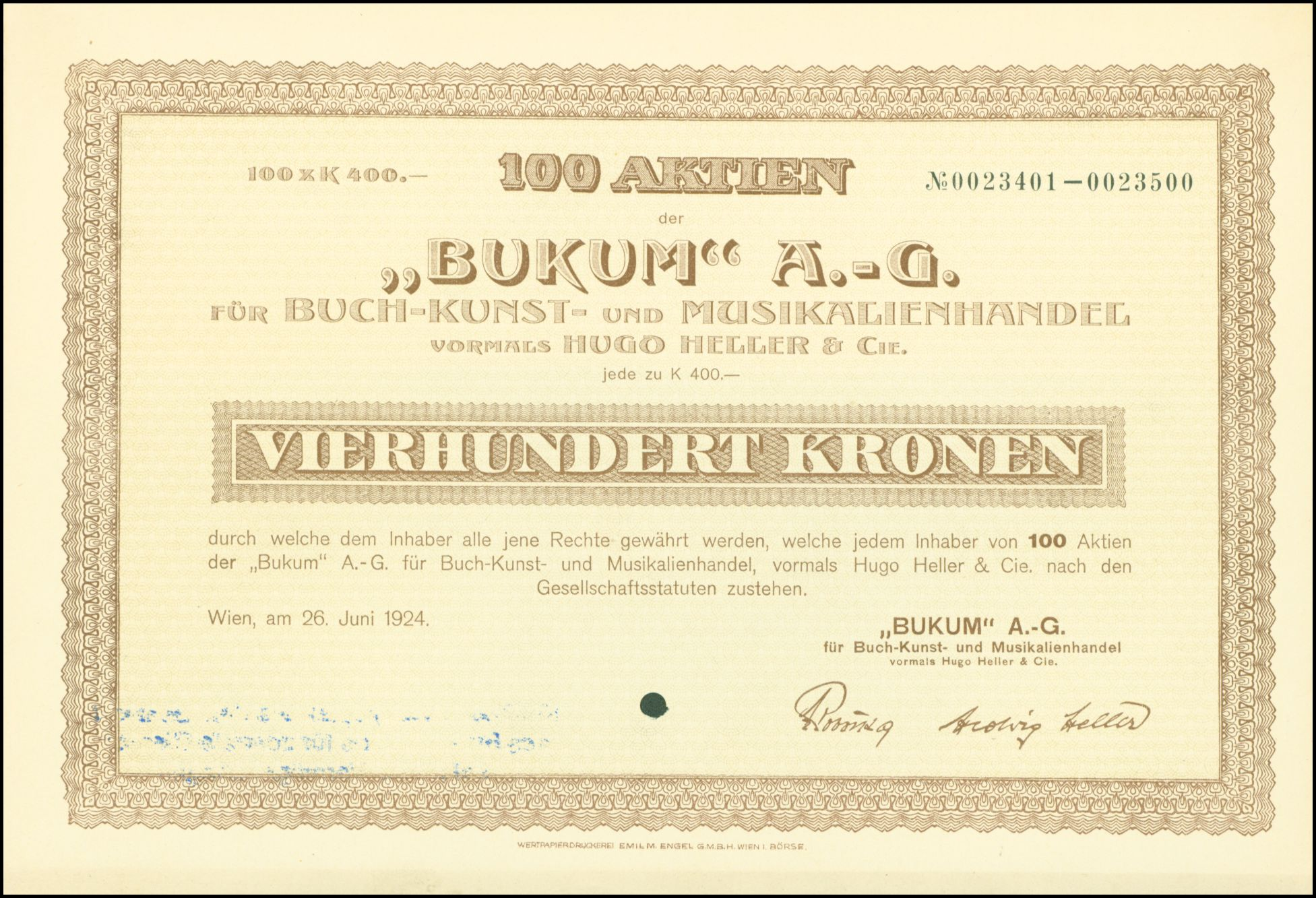
Sammelaktie über 100 × 400 Kronen der Bukum AG vom 26. Juni 1924

Im Jahr 1901 heiratete Heller die Malerin und Grafikerin Hermine Ostersetzer, mit der er zwei Söhne, Thomas und Peter, hatte. Nach ihrem frühen Tod 1909 heiratete er 1916 Hedwig Neumayr (1881–1947) und hatte noch den Sohn Clemens Heller. Nach seinem Tod führte sie mit Thomas Heller die Konzertdirektion bis 1926 weiter, die Buchhandlung wurde 1922, ein Jahr vor Hellers Tod, zur „BUKUM-AG“ (das ist: „Buch, Kunst, Musikalien“) umfirmiert. Sie geriet in den Strudel der Nachkriegswirtschaftskrise. Hedwig Heller schied 1926 aus dem Unternehmen aus und emigrierte nach New York City, um dort im Buchgeschäft zu reüssieren, kehrte aber in der Weltwirtschaftskrise um 1931 mittellos zurück und eröffnete mit Thomas Heller 1932 eine Buchhandlung. Die BUKUM ging derweil 1933 Konkurs, und unter dem eingeführten Namen wurde 1934 eine neue Buchhandlung gegründet. Die Inhaber dieser Firma flohen 1938 nach dem Anschluss Österreichs ins Ausland und die Firma wurde 1941 aus dem Handelsregister gelöscht. Hedwig Heller führte nach dem Zweiten Weltkrieg noch zwei Jahre eine Konzertagentur.
In seinem Drama Die letzten Tage der Menschheit wurde der Buchhändler Hugo Heller von Karl Kraus literarisch verewigt.